# Саврівська сільська рада
| Саврівська сільська рада — сільська рада у складі П'ятихатського району Дніпропетровської області. Адміністративний центр — село Савро. Сільській раді підпорядковані населені пункти: - с. Балкове - с. Вільне - с. Галина Лозуватка - с. Демурино-Варварівка - с. Кам'яне - с. Новоіванівка - с. Савро - с. Червона Поляна - с. Чигринівка |

## Склад ради
Рада складається з 18 депутатів та голови.

## Керівний склад сільської ради
| ПІБ                          | Основні відомості                                                                                     | Дата обрання | Дата звільнення |
| ---------------------------- | --- | ------------ | --------------- |
| Бальвас Тамара Олександрівна | Сільський голова, 1964 року народження, освіта, член Соціал-демократичної партії України (об'єднаної) | 26.03.2006   | 31.10.2010      |
| Бальвас Тамара Олександрівна | Сільський голова, 1964 року народження, освіта вища, член Партії регіонів                             | 31.10.2010   |                 |

Примітка: таблиця складена за даними джерела